# Briganti: Jakten på guld
Briganti: Jakten på guld (originaltitel: Brigant) är en italiensk historisk dramaserie som hade premiär på Netflix den 23 april 2024. Serien som består av sex avsnitt är skapad av GRAMS.

## Handling
Serien utspelar sig under 1800-talet och kretsar kring Filomena som lämnar sitt välbärgade liv för att leta efter guld.

## Rollista (i urval)
- Michela De Rossi – Filomena
- Ivana Lotito – Ciccilla
- Matilda Lutz – Michelina
- Orlando Cinque – Pietro Monaco